# Sainte-Marie-du-Mont, Manche
Sainte-Marie-du-Mont là một xã trong tỉnh Manche, thuộc vùng hành chính Normandie của nước Pháp, có dân số là 804 người (thời điểm 1999). Sainte-Marie-du-Mont nằm trên bán đảo Cotentin trong Normandie, ở phần bờ biển mà trước Chiến tranh thế giới lần thứ 2 được gọi là La Madeleine. Quân đội Hoa Kỳ đã đổ bộ ở đây vào sáng ngày 6 tháng 6 năm 1944, từ thời điểm đấy đoạn bờ biển này được gọi là "Utah Beach".

## Nhân khẩu học
| 1962 | 1968 | 1975 | 1982 | 1990 | 1999 |
| ---- | ---- | ---- | ---- | ---- | ---- |
| 811  | 896  | 804  | 765  | 779  | 804  |

## Các thành phố kết nghĩa
- Bad Mergentheim-Edelfingen, Baden-Württemberg, Đức